# Calle de San Roque
La calle de San Roque es una vía pública de la ciudad española de Segovia.

## Descripción
La vía discurre desde el camino de la Piedad hacia el paseo de Ezequiel González, si bien antes de llegar a este último se funde con la calle del Velódromo. Con el título, rinde tributo a san Roque, que se venera en un altar de la cercana iglesia de San Millán. En el pasado, además, había una ermita de la misma advocación en la zona. Aparece descrita la vía en Las calles de Segovia (1918) de Mariano Sáez y Romero con las siguientes palabras:

San Roque.—Se dirige desde el camino de la Piedad, subiendo paralela al Camino Nuevo, hoy paseo de D. Ezequiel González. Su nombre es un piadoso tributo al glorioso San Roque, que se venera en un altar de la inmediata iglesia de San Millán, Santo que en el barrio es reverenciado y querido, celebrándose concurrida y festejada procesión por sus principales calles el día que le está dedicado, 16 de agosto. Antes se daba culto a San Roque en una pequeña ermita que hubo en las cercanías de esta calle, en el Paseo Nuevo, por donde se halla hoy la iglesia de los sucesores.
(Sáez y Romero, 1918, p. 170)